# Unione Sportiva Arezzo 1966-1967
Questa pagina raccoglie le informazioni riguardanti l'Unione Sportiva Arezzo nelle competizioni ufficiali della stagione 1966-1967.

## Rosa
| N. |                   | Ruolo | Calciatore          |
| -- | ----------------- | ----- | ------------------- |
|    | Italia (bandiera) | P     | Italo Ghizzardi     |
|    | Italia (bandiera) | P     | Giuseppe Maschi     |
|    | Italia (bandiera) | D     | Fabio Bonini        |
|    | Italia (bandiera) | D     | Roberto Chesini     |
|    | Italia (bandiera) | D     | Fabrizio Gudini     |
|    | Italia (bandiera) | D     | Antonio Ghelfi      |
|    | Italia (bandiera) | D     | Giorgio Miazza      |
|    | Italia (bandiera) | D     | Renato Picci        |
|    | Italia (bandiera) | D     | Franco Squarcialupi |
|    | Italia (bandiera) | C     | Alberto Bazzarini   |
|    | Italia (bandiera) | C     | Ennio Casadio       |
|    | Italia (bandiera) | C     | Franco Gerli        |

| N. |                   | Ruolo | Calciatore                |
| -- | ----------------- | ----- | ------------------------- |
|    | Italia (bandiera) | C     | Dante Maiani              |
|    | Italia (bandiera) | C     | Luciano Mazzei            |
|    | Italia (bandiera) | C     | Franco Vannini            |
|    | Italia (bandiera) | C     | Vittorio Zanetti          |
|    | Italia (bandiera) | A     | Giovan Battista Benvenuto |
|    | Italia (bandiera) | A     | Paolo Bernasconi          |
|    | Italia (bandiera) | A     | Luigi Falasconi           |
|    | Italia (bandiera) | A     | Enzo Ferrari              |
|    | Italia (bandiera) | A     | Silvano Flaborea          |
|    | Italia (bandiera) | A     | Innocente Meroi           |
|    | Italia (bandiera) | A     | Carlo Novelli             |

## Risultati

### Campionato

#### Girone di andata
| 11 settembre 1966 1ª giornata | Genoa | 1 – 0 | Arezzo |  |

| 18 settembre 2ª giornata | Arezzo | 2 – 0 | Verona |  |

| 25 settembre 3ª giornata | Arezzo | 1 – 1 | Livorno |  |

| 2 ottobre 4ª giornata | Palermo | 0 – 3 | Arezzo |  |

| 9 ottobre 5ª giornata | Catania | 1 – 0 | Arezzo |  |

| 16 ottobre 6ª giornata | Arezzo | 3 – 0 | Alessandria |  |

| 23 ottobre 7ª giornata | Padova | 1 – 1 | Arezzo |  |

| 30 ottobre 8ª giornata | Arezzo | 2 – 3 | Modena |  |

| 6 novembre 9ª giornata | Pisa | 2 – 0 | Arezzo |  |

| 13 novembre 10ª giornata | Arezzo | 2 – 0 | Messina |  |

| 20 novembre 11ª giornata | Arezzo | 0 – 1 | Catanzaro |  |

| 27 novembre 12ª giornata | Salernitana | 1 – 0 | Arezzo |  |

| 11 dicembre 13ª giornata | Arezzo | 2 – 4 | Potenza |  |

| 18 dicembre 14ª giornata | Savona | 3 – 2 | Arezzo |  |

| 24 dicembre 15ª giornata | Reggina | 5 – 0 | Arezzo |  |

| 31 dicembre 16ª giornata | Arezzo | 2 – 0 | Novara |  |

| 8 gennaio 17ª giornata | Varese | 1 – 1 | Arezzo |  |

| 15 gennaio 18ª giornata | Arezzo | 0 – 0 | Sampdoria |  |

| 22 gennaio 19ª giornata | Reggiana | 1 – 0 | Arezzo |  |

#### Girone di ritorno
| 5 febbraio 1967 20ª giornata | Arezzo | 2 – 1 | Genoa |  |

| 12 febbraio 21ª giornata | Verona | 1 – 1 | Arezzo |  |

| 19 febbraio 22ª giornata | Livorno | 2 – 1 | Arezzo |  |

| 26 febbraio 23ª giornata | Arezzo | 0 – 1 | Palermo |  |

| 5 marzo 24ª giornata | Arezzo | 1 – 1 | Catania |  |

| 12 marzo 25ª giornata | Alessandria | 2 – 0 | Arezzo |  |

| 19 marzo 26ª giornata | Arezzo | 2 – 2 | Padova |  |

| 26 marzo 27ª giornata | Modena | 1 – 0 | Arezzo |  |

| 9 aprile 28ª giornata | Arezzo | 1 – 0 | Pisa |  |

| 16 aprile 29ª giornata | Messina | 0 – 0 | Arezzo |  |

| 23 aprile 30ª giornata | Catanzaro | 1 – 0 | Arezzo |  |

| 30 aprile 31ª giornata | Arezzo | 2 – 0 | Salernitana |  |

| 7 maggio 32ª giornata | Potenza | 0 – 3 | Arezzo |  |

| 14 maggio 33ª giornata | Arezzo | 3 – 2 | Savona |  |

| 21 maggio 34ª giornata | Arezzo | 1 – 0 | Reggina |  |

| 28 maggio 35ª giornata | Novara | 1 – 0 | Arezzo |  |

| 4 giugno 36ª giornata | Arezzo | 0 – 0 | Varese |  |

| 11 giugno 37ª giornata | Sampdoria | 3 – 0 | Arezzo |  |

| 18 giugno 38ª giornata | Arezzo | 1 – 1 | Reggiana |  |

## Statistiche

### Statistiche di squadra
| Competizione | Punti | In casa | In casa | In casa | In casa | In casa | In casa | In trasferta | In trasferta | In trasferta | In trasferta | In trasferta | In trasferta | Totale | Totale | Totale | Totale | Totale | Totale | DR |
| Competizione | Punti | G       | V       | N       | P       | Gf      | Gs      | G            | V            | N            | P            | Gf           | Gs           | G      | V      | N      | P      | Gf     | Gs     | DR |
| ------------ | ----- | ------- | ------- | ------- | ------- | ------- | ------- | ------------ | ------------ | ------------ | ------------ | ------------ | ------------ | ------ | ------ | ------ | ------ | ------ | ------ | -- |
| Serie B      | 32    | 19      | 9       | 6       | 4       | 27      | 17      | 19           | 2            | 4            | 13           | 12           | 27           | 38     | 11     | 10     | 17     | 39     | 44     | -5 |
| Coppa Italia |       | 1       | 1       | 0       | 0       | 1       | 0       | 1            | 0            | 0            | 1            | 0            | 3            | 2      | 1      | 0      | 1      | 1      | 3      | -2 |
| Totale       |       | 20      | 10      | 6       | 4       | 28      | 17      | 20           | 2            | 4            | 14           | 12           | 30           | 40     | 12     | 10     | 18     | 40     | 47     | -7 |

### Statistiche dei giocatori
| Giocatore       | Serie B  | Serie B | Coppa Italia | Coppa Italia | Totale   | Totale |
| Giocatore       | Presenze | Reti    | Presenze     | Reti         | Presenze | Reti   |
| --------------- | -------- | ------- | ------------ | ------------ | -------- | ------ |
| A. Bazzarini    | 4        | 1       | ?            | ?            | 4+       | 1+     |
| G.B. Benvenuto  | 23       | 6       | ?            | ?            | 23+      | 6+     |
| P. Bernasconi   | 11       | 2       | ?            | ?            | 11+      | 2+     |
| F. Bonini       | 36       | 1       | ?            | ?            | 36+      | 1+     |
| E. Casadio      | 7        | 0       | ?            | ?            | 7+       | 0+     |
| R. Chesini      | 21       | 0       | ?            | ?            | 21+      | 0+     |
| L. Falasconi    | 2        | 0       | ?            | ?            | 2+       | 0+     |
| E. Ferrari      | 38       | 10      | ?            | ?            | 38+      | 10+    |
| S. Flaborea     | 31       | 10      | ?            | ?            | 31+      | 10+    |
| F. Gerli        | 12       | 0       | ?            | ?            | 12+      | 0+     |
| A. Ghelfi       | 23       | 0       | ?            | ?            | 23+      | 0+     |
| I. Ghizzardi    | 24       | -30     | ?            | ?            | 24+      | -30+   |
| F. Gudini       | 1        | 0       | ?            | ?            | 1+       | 0+     |
| D. Maiani       | 14       | 0       | ?            | ?            | 14+      | 0+     |
| G. Maschi       | 14       | -14     | ?            | ?            | 14+      | -14+   |
| L. Mazzei       | 24       | 1       | ?            | ?            | 24+      | 1+     |
| I. Meroi        | 18       | 3       | ?            | ?            | 18+      | 3+     |
| G. Miazza       | 12       | 0       | ?            | ?            | 12+      | 0+     |
| C. Novelli      | 13       | 4       | ?            | ?            | 13+      | 4+     |
| R. Picci        | 24       | 0       | ?            | ?            | 24+      | 0+     |
| F. Squarcialupi | 28       | 0       | ?            | ?            | 28+      | 0+     |
| F. Vannini      | 2        | 0       | ?            | ?            | 2+       | 0+     |
| V. Zanetti      | 36       | 1       | ?            | ?            | 36+      | 1+     |